# Baga (Rebsorte)
‘Baga’ ist eine Rotweinsorte, die hauptsächlich in der Bairrada in Portugal angebaut wird, wo sie zu über 90 % am Gesamtanbau vertreten ist. 2015 wurde für Portugal eine bestockte Rebfläche von 7062 ha ausgewiesen.

## Abstammung, Herkunft
Ist eine alte autochthone Sorte aus Portugal.

## Ampelografische Merkmale
- Die Triebspitze ist starkwollig bis filzig behaart und rötlich gerandet.
- Das junge Blatt ist schwach fünflappig, hellgrün und leicht blasig. Das Blatt ist groß, fünflappig mit breitem Mittellappen, dunkelgrün und besitzt eine offene bis sich leicht berührende V-förmige Stielbucht. Die Blattunterseite ist starkwollig behaart und leicht rostfarben gefärbt. Der Blattrand ist schwach gezähnt.
- Die Traube ist mittel bis groß, konisch, sehr kompakt mit kurzem Stiel. Die Beeren sind klein bis mittelgroß, oval und haben eine dicke Beerenhaut. Die Beeren sind blau gefärbt und sind leicht beduftet. Das Beerenfleisch ist hellrot und sehr saftreich.[2]

Reife: spät

## Eigenschaften
Die Sorte ist sehr ertragreich und robust. Sie stellt keine hohen Ansprüche an den Boden und sollte wegen der späten Reife in entsprechenden Lagen ausgepflanzt werden. Dann ist auch eine gute Farbausbeute gegeben. sie hat eine geringe Oidium- und Botrytisanfälligkeit.

## Wein
Der Wein ist ausgesprochen tanninreich und als Jungwein gelegentlich plump und streng bis aggressiv. Erst nach langer Lagerung werden die Weine trinkreif und sind dann voll, kräftig, säurebetont, feinfruchtig mit teilweise ausgeprägten Cassisnoten. Sortenrein ausgebaute Weine besitzen eine violettrote Farbe, sind langlebig und besitzen ein gutes Entwicklungspotenzial.

## Synonyme
Baga De Louro, Bagrina Crvena, Baguinha, Bairrada, Bairrado Tinta, Baya, Carrasquenho, Carrega Burros, Goncalveira, Morete, Moreto, Paga Divida, Paga Dividas, Poeirinha, Poeirinho, Povolide, Preiinho, Pretinho, Preto Rifete, Rifete, Rosete’, Tinta Bairrada, Tinta Bairradina, Tinta Da Bairrada, Tinta De Baga, Tinta Fina